# John M. Morin

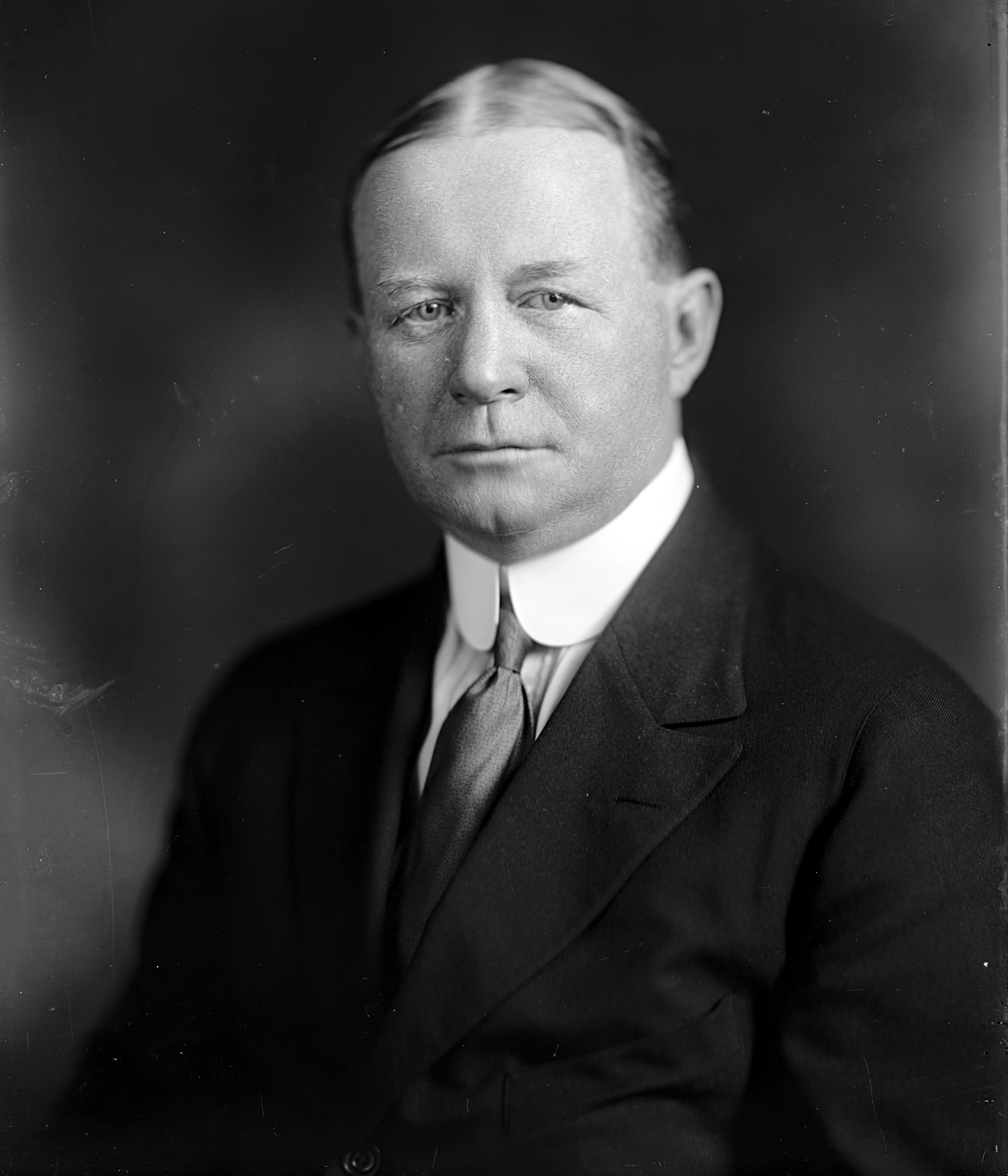
John M. Morin

John Mary Morin (* 18. April 1868 in Philadelphia, Pennsylvania; † 3. März 1942 in Baltimore, Maryland) war ein US-amerikanischer Politiker. Zwischen 1913 und 1929 vertrat er den Bundesstaat Pennsylvania im US-Repräsentantenhaus.

## Werdegang
Noch in seiner Kindheit zog John Morin mit seinen Eltern nach Pittsburgh, wo er die öffentlichen Schulen besuchte. Im Jahr 1882 begann er in einer Glasfabrik zu arbeiten. Danach war er bis 1885 in der Stahlindustrie tätig. 1889 zog er nach Missoula in Montana, wo er im Handel arbeitete. Außerdem belegte er bis 1892 Abendkurse am dortigen Haskins’ Business College. Später kehrte Morin nach Pittsburgh zurück, wo er in die Hotelbranche einstieg. Ab 1910 war er Direktor der Firma Washington Trust Co. Gleichzeitig schlug er als Mitglied der Republikanischen Partei eine politische Laufbahn ein. Zwischen 1904 und 1906 saß er im Stadtrat von Pittsburgh; von 1905 bis 1912 nahm er als Delegierter auf den regionalen Parteitagen der Republikaner in Pennsylvania teil. Außerdem war er von 1909 bis 1913 Leiter des Referats für öffentliche Sicherheit dieser Stadt.
Bei den Kongresswahlen des Jahres 1912 wurde Morin im damals neu eingerichteten staatsweiten 33. Wahlbezirk von Pennsylvania in das US-Repräsentantenhaus in Washington, D.C. gewählt, wo er am 4. März 1913 sein neues Mandat antrat. Nach sieben Wiederwahlen konnte er bis zum 3. März 1929 acht Legislaturperioden im Kongress absolvieren. Zwischen 1915 und 1923 vertrat er dort als Nachfolger von James F. Burke den 31. und dann den 34. Distrikt seines Staates. Von 1925 bis 1929 leitete er den Militärausschuss. In seine Zeit im Kongress fiel der Erste Weltkrieg. Außerdem wurden in den Jahren 1919 und 1920 der 18. und der 19. Verfassungszusatz ratifiziert. Dabei ging es um das Verbot des Handels mit alkoholischen Getränken sowie die bundesweite Einführung des Frauenwahlrechts. Bereits im Jahr 1913 wurden der 16. und der 17. Zusatzartikel ratifiziert. Hierbei ging es um die bundesweite Einführung der Einkommensteuer bzw. die Direktwahl der US-Senatoren.
1928 wurde John Morin von seiner Partei nicht mehr zur Wiederwahl nominiert. Im selben Jahr wurde er Mitglied der Bundesbehörde United States Employees Compensation Commission, die sich mit Arbeitsausfallsentschädigungen befasste. Diese Funktion hatte er bis zu seinem Tod am 3. März 1942 im Marinekrankenhaus in Baltimore inne. Er wurde in Pittsburgh beigesetzt.
Morin war mit Eleanor C. Hickey (1876–1925) verheiratet. Der Ehe entstammte der Sohn Martin J. Morin (1906–1993), der es in der United States Army bis zum Generalmajor brachte.